# ユーノス・プレッソ
プレッソ（Presso）は、マツダ系のユーノス店で販売されていたハッチバッククーペである。オートザムチャンネルで発売されていたAZ-3は姉妹車。

## 概要
ユーノスチャンネルで販売され、当初はK8-ZE型1.8L V624バルブエンジンのみのラインナップであった。
コンパクトなボディにV6エンジン、先進的なデザインは話題を呼んだ。発表当時は世界最小のV6エンジンという触れ込みであったが、その後三菱自動車のランサー6とミラージュ6がそれぞれ1.6LのV6エンジンを搭載したためまもなくその座を奪われた。
リアウインドウは3次曲面。AZ-3との外観上の違いは各部のエンブレム程度である。
プラットフォームは、マツダ・Eプラットフォームが用いられた。
当時マツダの別チャンネル系列で販売されていたRX-7をそのまま小さくしたような外観が特徴的である。

## 初代 EC5/8型（1991年-1998年）
- 1991年
  - 3月 - ジュネーブで「MX-3」としてデビュー。当時ヨーロッパでも話題の車で、ロンドンの街角には大きな看板も設置されていた。
  - 6月 - ユーノス・チャンネルから日本発売。
  - 発表当時のグレード構成はHi-X、Fi-X、Fi-X SVの3種類。Fi-Xにはエアコン、サンルーフなどが標準装備され、Fi-X SVはDSP+7スピーカ+6連装CDオートチェンジャの高級オーディオやビスカスLSDが奢られた最上級グレードだった。
- 1993年9月 - 姉妹車であるAZ-3のみに設定されていた、1.5L 直4エンジンが追加された。同時にV6エンジン車もハイオク指定となり最高出力が5PS引き上げられて145PSとなった。
- 1996年4月 - 運転席SRSエアバッグを標準装備。ユーノスチャンネル廃止に伴い、名称は「ユーノス・プレッソ」のままマツダアンフィニ店での販売となった。
- 1998年
  - 3月[2] - AZ-3とともに生産終了。以後は流通在庫のみの販売となる。
  - 6月 - 流通在庫の完売により販売終了。後継はなく、既存の小型オープンカーである2代目ロードスターが事実上の代替車種となった。

生産台数:22万64台（AZ-3を含む）

## デザイン
三菱自動車から移籍しチーフデザイナーを務めていた荒川健がユーノス500と共に手がけたもので、プレッソのエクステリアデザインはジョルジェット・ジウジアーロがベルトーネ時代に手がけたデザイン提示用の試作車であるアルファロメオ・カングーロに多大な影響を受けている。

## アフターパーツ
短命に終わったモデルであったが、当時4WDターボを武器に活躍したBG系ファミリアと車台が共通だったため、足回りやシートレールなどはファミリア用が使用できた。また1.5L B5エンジン車は駆動系、排気系なども流用可能であったため改造範囲は比較的広かった。ただしV6のK8エンジンについてはマツダスピード(A-Spec)以外からのアフターパーツ供給はほとんど望めなかった。

## 輸出・現地生産先の名称
- マツダ・MX-3（日本国外への輸出名）
- マツダ・MX-3 Precidia（カナダ市場）
- ユーノス・30X（オーストラリア市場）

## 車名の由来
プレッソ（presso ）はイタリア語で「仲間」という意味、ドライバーにとっての「友人」たれ、という意味が込められている。